# Agrochola caerulescens
Agrochola caerulescens là một loài bướm đêm trong họ Noctuidae.